# Abejar
Abejar – gmina w Hiszpanii, w prowincji Soria, w Kastylii i León, o powierzchni 23,43 km². W 2011 roku gmina liczyła 367 mieszkańców.